# Font del Vinyal (Senyús)
La Font del Vinyal és una font de l'antic poble de Perauba al municipi de Conca de Dalt, al Pallars Jussà. Antigament pertanyia a l'antic municipi d'Hortoneda de la Conca.
Està situada a 1.169 m d'altitud, als Rocs de la Torre de Senyús, al nord-oest de l'Obaga del Vinyal i al sud-est de la Rebolleda, a prop i al sud-est del Pas del Caragol.